# Sabanas de San Ángel
Sabanas de San Ángel – miasto w Kolumbii, w departamencie Magdalena.